# Campeonato Sul-Americano de Rugby de 2015 - Divisão B
O Campeonato Sul-Americano de Rugby de 2015 - Divisão B foi a XVI edição deste torneio, sob o comando da Confederação Sul-Americana de Rugby (CONSUR). As partidas foram realizadas em Lima, a capital do Peru.
A Colômbia conquistou a competição, sendo este o seu terceiro título nesta categoria.

## Regulamento e participantes
Esta edição do CONSUR B contou, novamente, com a presença de quatro países, sendo eles Colômbia, Equador, Peru e Venezuela. Se enfrentaram em turno único, sagrando-se campeão o selecionado que, ao final das três rodadas, conquistasse mais pontos.
Ao contrário da edição anterior, este torneio valeu vaga para o CONSUR A de 2016, de maneira semi-direta (via repescagem), entre o campeão deste torneio e o último colocado da elite deste ano. De igual maneira, o quarto colocado deste CONSUR B jogaria a manutenção da categoria para 2016, contra o campeão do Sul-Americano Divisão C de 2015.

## Partidas da Divisão B de 2015
Seguem-se, abaixo, as disputas realizadas pelo Campeonato Sul-Americano Divisão B de 2015.

### 1ª rodada
| 8 de novembro de 2015 |         |         |                                 |
| Colômbia              | 77 - 13 | Equador | Estádio do Colégio Newton, Lima |
|                       | Reporte |         | Estádio do Colégio Newton, Lima |

| 8 de novembro de 2015 |         |           |                                 |
| Peru                  | 24 - 10 | Venezuela | Estádio do Colégio Newton, Lima |
|                       | Reporte |           | Estádio do Colégio Newton, Lima |

### 2ª rodada
| 11 de novembro de 2015 |         |           |                                 |
| Colômbia               | 33 - 5  | Venezuela | Estádio do Colégio Newton, Lima |
|                        | Reporte |           | Estádio do Colégio Newton, Lima |

| 11 de novembro de 2015 |         |         |                                 |
| Peru                   | 30 - 0  | Equador | Estádio do Colégio Newton, Lima |
|                        | Reporte |         | Estádio do Colégio Newton, Lima |

### 3ª rodada
| 15 de novembro de 2015 |         |         |                                 |
| Venezuela              | 42 - 11 | Equador | Estádio do Colégio Newton, Lima |
|                        | Reporte |         | Estádio do Colégio Newton, Lima |

| 15 de novembro de 2015 |         |      |                                 |
| Colômbia               | 28 - 15 | Peru | Estádio do Colégio Newton, Lima |
|                        | Reporte |      | Estádio do Colégio Newton, Lima |

### Classificação final
| Seleção   | Vitórias | Empates | Derrotas | Pontos a favor | Pontos contra | Pontos +/- | Pontos |
| --------- | -------- | ------- | -------- | -------------- | ------------- | ---------- | ------ |
| Colômbia  | 3        | 0       | 0        | 138            | 33            | +105       | 9      |
| Peru      | 2        | 0       | 1        | 69             | 38            | +31        | 6      |
| Venezuela | 1        | 0       | 2        | 57             | 68            | -11        | 3      |
| Equador   | 0        | 0       | 3        | 24             | 149           | -125       | 0      |

- Critérios de pontuação: vitória = 3, empate = 1, derrota = 0.
- Com o título, a Colômbia garantiu presença na repescagem por uma vaga no Sul-Americano A de 2016.[3][6]

## Repescagem
Como campeã do Sul-Americano Divisão B, a Colômbia disputou uma vaga na elite do continente para a temporada seguinte em partida única. Seu adversário foi o Brasil, último colocado do Sul-Americano Divisão A de 2015. A partida foi realizada em terras brasileiras, devido ao melhor posicionamento no ranking mundial em comparação com os colombianos.
Com o resultado da partida, a Colômbia foi relegada a continuar na Divisão B do rugby sul-americano, para 2016.
| 12 de dezembro de 2015 |         |          |                               |
| Brasil                 | 44 - 0  | Colômbia | Estádio do Canindé, São Paulo |
|                        | Reporte |          | Estádio do Canindé, São Paulo |

## Campeão Divisão B 2015
| Campeonato Sul-Americano de Rugby 2015 Divisão B |
| ------------------------------------------------ |
| Colômbia Campeão (3º título)                     |